# 掌幻
掌幻（しょうげん、1989年〈平成元年〉4月24日 - ）は、日本のラッパー、作詞家、俳優。
レーベル「424-RECORDS」主宰。掌幻と昴、BENTO KIDZのメンバー。東京都墨田区出身。

## 来歴
2007年からラッパーとしてのキャリアをスタート。B BOY PARK 2010 U20 MC BATTLE準優勝、THE 罵倒 2015 開幕戦で優勝するなど、数々のMCバトルで実績を残す。またACE、CHARLESらと共に渋谷サイファーを結成、路上ライブを行う、ラップスクールを開講するなど中心人物として活動した。
テレビ朝日『フリースタイルダンジョン』ではfirst seasonにチャレンジャーとして出場。4th BATTLEまで勝ち進みラスボスまであと一歩と迫った他、third seasonではゲスト審査員も務めている。AbemaTV『フリースタイルダンジョン特別編 Monsters War』ではTEAM DOTAMA（DOTAMA・掌幻・Dragon One）の一員としてトーナメントに出場、優勝して賞金100万円を獲得した。後番組の『フリースタイルティーチャー』にも先生役として出演している。
役者としては2017年に渋木のぼる脚本・演出の舞台「叩いて飛ばして春を待て！」に初出演した他、2018年には声優の木村昴が作・演出を務めた舞台「URBAN FANTASY THEATRICAL "JUMP JACK JAPP"」に役者・ラップ監修で参加。2019年「首都争奪バトル舞台『四十七大戦」-開戦！鳥取編-』」にもラップ指導で参加している。同年3月23日、木村昴とHIPHOPユニット「掌幻と昴」を結成、翌月に「NEW CHAPTER」のMVをYouTubeに公開した。
2020年2月29日の出演イベントが新型コロナウイルスの影響で中止になったことを受け、出演者らと急遽制作した新曲「Avenge / SHAPE,BCC№,SOARA,掌幻」のMVを20日後にYouTubeで公開した。
2016年～2020年にかけてWEBラジオ「掌幻とu-Joeのッ!!週刊CLIP」を公開。ここで培ったトークスキルを活かし、2021年10月から2022年9月にかけてはNACK5のラジオ番組「ラジオのアナ〜ラジアナ」内にて5分番組「掌幻の ONE VERSE CLIP」にて地上波のラジオパーソナリティを務めている。
2021年、自身が代表を務める新レーベル「424-RECORDS」を立ち上げ。
2022年、R-指定(Creepy Nuts)のインスパイア系ラッパー・L-指定とお笑いコンビ「SL広場」を結成、M-1グランプリに挑戦した（2回戦敗退）。
2023年3月、Repezen Foxx主催『炎上万博 -斬-』にて約5年ぶりにMCバトルに復帰すると、同月の主催イベント「CATAPALT×芸人MC BATTLE」で長年付き合いのあったHIPHOPグループ「BENTO KIDZ」に正式加入、DJ MURACHI、GACO、鴉 a.k.a jungo、TA2YA a.k.a FLAME&Tらと共に1DJ4MCで活動していくことを発表した。

## MCネーム
楽曲「自己紹介」や自身のX(旧Twitter)において、漢字の表記を間違われることに度々言及している（「拳幻」「挙幻」「掌元」「掌玄」など）。

## ディスコグラフィー

### 参加作品
| 発売日         | アーティスト              | タイトル                                 | 備考                                                  |
| -------------- | ------------------------- | ---------------------------------------- | ----------------------------------------------------- |
| 2012年1月18日  | W4N                       | NOVELTY                                  | M-7「おやすみ (W4N Remix) feat. Natalie／W4N & 掌幻」 |
| 2013年8月14日  | YUE CUE                   | Bareheart                                | M-13「君はハートレス (Bareheart Ver.) [feat. 掌幻]」  |
| 2014年5月8日   | はなび                    | 休日 feat. 掌幻                          |                                                       |
| 2016年3月16日  | ACE                       | #カワイイ子                              | M-1「プリーズ feat. 掌幻」                            |
| 2016年5月18日  | 掌幻, CHICO CARLITO, 焚巻 | フリースタイル・ダンジョン 2016          |                                                       |
| 2016年7月3日   | DOTAMA×掌幻×Dragon One    | WINNERS ~Monsters War~                   |                                                       |
| 2016年12月7日  | ACE                       | LIGHT DOWN                               | M-8「ディアブロJP feat. 掌幻, HIDE」                  |
| 2016年12月21日 | SHAPE                     | 首ったけ (feat. 掌幻 & AYA a.k.a. PANDA) |                                                       |
| 2019年3月6日   | CASPER                    | COMPLEX                                  | M-9「Under the light feat. 輪入道, 掌幻 & weedy」     |
| 2019年4月5日   | Various Artists           | Generation Nxxx                          | M-1「名刺代わり／掌幻」                               |
| 2019年12月3日  | Ryo-w2                    | JUST YOU WAIT                            | M-4「890SHIT (feat. 焚巻 & 掌幻)」                    |
| 2023年5月31日  | TONEMANIA                 | BIRTHDAY feat. 掌幻                      |                                                       |